# رهروان ماه (فیلم)
رهروان ماه یک فیلم کمدی جنایی بریتانیایی محصول سال ۲۰۱۵ به کارگردانی آنتوان باردو-ژاکت کارگردان، نویسندگی دین کریگ و با بازی ران پرلمن، روپرت گرینت و رابرت شیهان است. این فیلم که بر اساس تئوری‌های توطئه فرود در ماه است، اولین نمایش جهانی خود را در SXSW در ۱۴ مارس ۲۰۱۵ داشت. این فیلم در ۱۵ ژانویه ۲۰۱۶ اکران محدودی داشت و از طریق ویدئو به‌درخواست توسط الکمی در دسترس بود.